# Municipio de Noble (Illinois)
El municipio de Noble (en inglés: Noble Township) es un municipio ubicado en el condado de Richland en el estado estadounidense de Illinois. En el año 2010 tenía una población de 1430 habitantes y una densidad poblacional de 13,38 personas por km².

## Geografía
El municipio de Noble se encuentra ubicado en las coordenadas 38°42′33″N 88°12′49″O / 38.70917, -88.21361. Según la Oficina del Censo de los Estados Unidos, el municipio tiene una superficie total de 106.88 km², de la cual 106,78 km² corresponden a tierra firme y (0,1 %) 0,11 km² es agua.

## Demografía
Según el censo de 2010, había 1430 personas residiendo en el municipio de Noble. La densidad de población era de 13,38 hab./km². De los 1430 habitantes, el municipio de Noble estaba compuesto por el 97,69 % blancos, el 0,35 % eran afroamericanos, el 0,35 % eran asiáticos, el 0,49 % eran de otras razas y el 1,12 % eran de una mezcla de razas. Del total de la población el 1,05 % eran hispanos o latinos de cualquier raza.